# Deno (software)
O Deno é um ambiente de execução para JavaScript e TypeScript baseado no mecanismo JavaScript V8 e na linguagem de programação Rust. Foi criado por Ryan Dahl, criador original do Node.js, e é focado na produtividade. Foi anunciado por Dahl em 2018 durante sua palestra "10 coisas que lamento pelo Node.js". Deno assume explicitamente o papel de gerenciador de tempo de execução e de pacotes em um único executável, em vez de exigir um programa de gerenciamento de pacotes separado.